# إنجاستس: غودز أمونغ أص
إنجاستس: غودز أمونغ أص (بالإنجليزية: Injustice: Gods Among Us؛ يترجم كـ «الظلم: الآلهة بيننا»)‏, أيضا تعرف باسم إنجاستس: ذا مايتي أمونغ أص (Injustice: The Mighty Among Us) في الإمارات والكويت، هي لعبة فيديو قتال مبنية على عالم الشخصيات القصص المصورة لشركة دي سي كومكس. اللعبة من تطوير نيثرريلم ستوديوز ونشر وارنر برذرز إنترآكتيف إنترتيمنت لأنظمة بلاي ستيشن 3، و‌وي يو، و‌إكس بوكس 360. وتم إصدار اللعبة في أبريل 2013 في أمريكا الشمالية، و‌أوروبا، و‌أستراليا، ويونيو 2013 في اليابان. وفي 3 أبريل 2013، تم إصدار نسخة خاصة لعنوان اللعبة من أجل أجهزة iOS.
في 7 أكتوبر 2013، أعلن أن اللعبة سوف يعاد إصدارها كنسخة نهائية في 12 نوفمبر، 2013 في أمريكا الشمالية و29 نوفمبر، 2013 في أوروبا والأقاليم الأخرى من أجل بلاي ستيشن 3 وإكس بوكس 360 وكذلك مايكروسوفت ويندوز، و‌بلاي ستيشن 4، و‌بلاي ستيشن فيتا. وسوف تشمل هذه النسخة جميع المحتويات الإضافية (DLC) التي صدرت مسبقاً.

## حظرها في الإمارات والكويت
حظرت رسمياً من قبل الجهات المختصة في الإمارات والكويت بسبب العنوان الغير لائق. بالرغم من أن الشركة الناشرة للعبة قد غيرت الاسم واستبدلت كلمة الآلهة بـ الأقوياء كي لا تخالف قوانين المنطقة إلا أن ذلك لم يكن كافياً. من بعد أسبوعين من إيقاف التوزيع، تمت إصدار اللعبة بلعبة إنجاستس: غودز أمونغ أص في الإمارات العربية المتحدة ويسمى هو Injustice: The Mighty Among Us

## القصة
تبدأ القصة عندما قُتل كل من زوجة وابن سوبرمان بين يدي سوبرمان بدون قصد حيث قام الجوكر بوضع قنبلة النووية في ميتروبوليس وانفجرت قنبلة مما أدى ذلك إلى موت 8,000,000 الشخص في ميتروبوليس.
عندما أمسك باتمان بالجوكر. يأتي سوبرمان كي يقتل الجوكر وحاول باتمان أن يمنع سوبرمان من قتل الجوكر لكنه فشل. فبنى سوبرمان جيشه من أبطال وأشرار DC Universe. يرفض باتمان أن ينضم إليهم، فيفضح سوبرمان هوية باتمان لجميع الناس ويخبرهم بأنه (بروس واين)، فيقوم باتمان بطلب المساعدة من بعد آخر وينقلهم إلى بعده.

## الشخصيات
-الأبطال-
باتمان
نايتوينج
فلاش
سوبرمان
جرين ارو
سايبورج
وندر ومان
اكوا مان
ريفن
جرين لانتيرن
شازام
هاوك جيرل
-الأشرار-
جوكر
هارلي كوين
سولمون جراندي
ليكس لوثر
كاتومان
ديث ستورك
أريس
كيلر فروست
دومسداي
سينسترو
بلاك ادم
باين
-الشخصيات الاضافية-
بات جيرل
زاتانا
مارشين مان هنتر
زود
لوبو
سكوربيون
1. ↑  Gaudiosi، John (28 أغسطس 2012). "Injustice for All: Developer Ed Boon tells us who his favorite character is and why Superman won't crush him". ديجيتال تريندس. مؤرشف من الأصل في 2017-05-01. اطلع عليه بتاريخ 2012-08-29.
2. ↑   https://cdaction.pl/gry/injustice-gods-among-us. اطلع عليه بتاريخ 2025-02-04. {{استشهاد ويب}}: |url= بحاجة لعنوان (مساعدة) والوسيط |title= غير موجود أو فارغ (من ويكي بيانات) (مساعدة)

## وصلات خارجية
- الموقع الرسمي
- إنجاستس: غودز أمونغ أص على موقع IMDb (الإنجليزية)